# Sporodiniella umbellata
Sporodiniella umbellata är en svampart som beskrevs av Boedijn 1959. Sporodiniella umbellata ingår i släktet Sporodiniella och familjen Mucoraceae.   Inga underarter finns listade i Catalogue of Life.